# Bonito (kommun i Brasilien, Pernambuco, lat -8,52, long -35,69)
Bonito är en kommun i Brasilien.   Den ligger i delstaten Pernambuco, i den östra delen av landet, 1 600 km nordost om huvudstaden Brasília. Antalet invånare är 37 570.
Följande samhällen finns i Bonito:
- Bonito

Omgivningarna runt Bonito är en mosaik av jordbruksmark och naturlig växtlighet. Runt Bonito är det ganska tätbefolkat, med 160 invånare per kvadratkilometer.